# Неспортивний фол
Неспортивний фол — це фол, який відбувається внаслідок контакту, при якому гравець не намагався зіграти м'ячем, згідно правил гри.
Покарання: якщо фол відбувається на гравця, який знаходиться в стадії кидка, то поступають так як і у випадку персонального фолу. У тому випадку якщо фол відбувається на гравці, що не перебуває в стадії кидка, то гравець, який постраждав, виконує два штрафних кидки. Після виконання штрафних кидків постраждала команда робить вкидання з-за меж майданчика на продовженні центральної лінії. Виняток становлять фоли, які були здійснені до початку першого періоду. У цьому випадку після виконання штрафних кидків виконується розіграш спірного кидка (як і у випадках початку гри). Якщо одним гравцем протягом одного матчу робляться два неспортивних фоли, то його в обов'язковому порядку дискваліфікують.